# Titilayo Adedokun
Titilayo Rachel Adedokun (* 1973 in Nashville, Tennessee) ist eine US-amerikanische Sängerin (Sopran) und ehemalige Schönheitskönigin. Sie trat in zahlreichen Opernrollen in Italien und weltweit auf und hat auch mehrere Jazz-Alben aufgenommen oder war an ihnen beteiligt.

## Leben
Adedokun wuchs als Tochter nigerianischer Einwanderer in den USA auf. Ihr Vater war Pastor und promovierter Theologe, so dass sie von klein auf mit Kirchenmusik aufwuchs. Sie ist Absolventin des "Cincinnati Conservatory of Music", wo sie Gesang studierte. Sie studierte außerdem klassischen Gesang in Italien. Dort arbeitete sie auch mit dem Jazzpianisten und -komponisten Giorgio Gaslini zusammen.

### Beteiligung an Miss-Wahlen in den USA
Adedokun war auf der Judson College in Marion, Alabama, mit einer Lehrerin befreundet, die sie überredete, bei einem Schönheitswettbewerb mitzumachen. Beim ersten Wettbewerb in Marion, Alabama, war sie weit abgeschlagen. Adedokun fand diese Entscheidung "sehr rassistisch" und bewarb sich bei anderen Wettbewerben bis zur Miss Alabama, in denen sie Fünfte im Jahr 1990 wurde. Daraufhin wurde sie in einem weiteren Wettbewerb im Jahr 1993 zur "Miss Ohio" gewählt und wurde später dritte bei der Wahl zur Miss America im Jahr 1994. Von der Prämie für diesen Preis konnte sich Adedokun eine Gesangs-Ausbildung in Italien finanzieren.

### Wechsel nach Deutschland
Im Jahr 2002 wurde sie das erste Mal in Deutschland engagiert, sie trat in den Festspielen auf Gut Immling auf. Im Jahr darauf erhielt sie in Deutschland die Rolle der Giulietta in Hoffmanns Erzählungen. Seit 2004 wohnt Adedokun in München, wo sie geheiratet hat und Mutter dreier Kinder wurde. Zur Hundertjahrfeier von Verdis Tod sang sie in Franco Zeffirellis Inszenierung der Aida im Teatro Verdi von Busseto die Titelrolle.

## Opernrollen
Adedokun spielte Rollen in La Bohème, Carmen, Hoffmanns Erzählungen, die Zauberflöte, Porgy und Bess und Boccaccio. Sie trat in den USA, Italien, Deutschland, Österreich, der Schweiz, Russland und Ungarn auf. Im Jahr 2008 war sie in verschiedenen Städten Deutschlands in einer Tournee-Aufführung von Kiss Me, Kate zu sehen.

## Auftritte in München
Seit 2009 tritt Adedokun unter anderem regelmäßig beim Festival München swingt auf. Einige ihrer Lieder wurden in Yoruba aufgenommen.

## Diskographische Hinweise
- Look at Me (Monte Rosa Records (digital) 2013, Downhill Records, 2014)
- A Child Again (GLM; 2009)
- Giorgio Gaslini: Duke Ellington Legend (2001), mit Roberto Fabbriciani und Titilayo Adedokun
- Cole Porter Live: Songs of Broadway (Agora Records)